# Kącik osiągnięć (metoda)
Kącik osiągnięć – technika polegająca na nakłonieniu rodziców do stworzenia miejsca w których ich dziecko, może eksponować swoje osiągnięcia, prace, listę dokonań. Służy motywowaniu i zachęcaniu do pracy nad trudnościami rodzinnymi, przez podbudowywanie własnej samooceny, zwiększanie poczucia dumy z własnego dziecka.